# Ulysses S. Grant
Ulysses S. Grant (døbt Hiram Ulysses Grant; født 27. april 1822, død 23. juli 1885) var en amerikansk general og USA's 18. præsident (1869–1877) fra det Republikanske Parti. Grant blev internationalt kendt som Nordstaternes førende general under Den Amerikanske Borgerkrig.
I en række slag, som kulminerede med slaget ved Vicksburg i 1863, lykkedes det Grant at bringe Mississippifloden under Unionens kontrol og dermed drive en kile ned gennem Sydstaterne. Efter endnu en vigtig sejr ved Chattanooga blev han i slutningen af 1863 udnævnt til øverstkommanderende for alle Unionens styrker. I 1865 overgav den vigtigste sydstatshær sig til Grant ved Appomattox Courthouse i Virginia.
Militærhistorikeren J.F.C. Fuller kaldte ham den største general i sin tidsalder og én af de største strateger i det hele taget. I 1868 blev Grant valgt til USA’s 18. præsident, og ligesom Abraham Lincoln blev han valgt som Republikaner. Grant understøttede den bevægelse, som kaldtes Radical Reconstruction, som ville sikre de sorte ligeret i Sydstaterne og bekæmpe Ku Klux Klan.
Grant selv var en helt igennem ærlig mand[kilde mangler], men han tolererede både finansiel og politisk korruption blandt sine toprådgivere – og beskyttede dem, da de blev afsløret.[kilde mangler]
I 1873 blev USA ramt af en økonomisk krise, som Grant ikke gjorde noget for at afbøde. Ved sammenligninger mellem amerikanske præsidenter gennem tiderne rangerer Grant i reglen i den dårligste fjerdedel.[kilde mangler] I sine sidste år skrev Grant sine erindringer, og blev færdig kort tid før han døde af kræft i 1885.

## Familie og giftermål
Grant blev døbt Hiram Ulysses Grant i 1822 i Point Pleasant, 40 km øst for Cincinnati i Ohio som den ældste i en søskendeflok på 6. Hans far var garver.
Den 22. august 1848 giftede Grant sig med Julia Boggs Dent (1826-1902). Hun stammede fra omegnen af St. Louis, Missouri, og var ud af en familie af slaveejere. De fik sammen 4 børn: Frederick Dent Grant, Ulysses S. (Buck) Grant, Jr., Ellen (Nellie) Wrenshall Grant, og Jesse Root Grant.

## Tidlige karriere
Da Grant var 17, blev han optaget på militærakademiet West Point. For at blive optaget på akademiet skal man nomineres af et medlem af USA's Kongres, og i Grants tilfælde skrev medlemmet navnet forkert. Da West Point ikke ville ændre navnet, måtte Grant ændre sit navn, og således blev Hiram Ulysses til Ulysses Simpson. Grant fik sin afgangseksamen i 1843 som nr. 21 i en årgang på 39.
Grant var en dygtig og frygtløs rytter, og det var oplagt, at han skulle til kavaleriet, men kavaleriet manglede ikke nye officerer, og derfor blev han i stedet forsyningsofficer for det 4. infanteriregiment.

### Den mexicansk-amerikanske krig
Grant deltog som løjtnant i den mexicansk-amerikanske krig (1846-1848). Selv om han var kvartermester kom han tæt nok på fronten til at komme i kamp. Han deltog således i slagene ved Resaca de la Palma, Palo Alto, Slaget ved Monterrey (hvor han meldte sig som frivillig til på hesteryg at bringe en depeche frem ad en vej med snigskytter) samt Belejringen af Veracruz.
Han fik to forfremmelser, som dog kun vedrørte hans rang i den igangværende konflikt. Han var på meget tæt hold af krigen og lærte at vurdere de højere officerers handlinger. I sine erindringer skriver han, at krigen ikke var retfærdig, da målet kun var at opnå land, som slaveriet kunne udbredes til.

### Årene mellem krigene
Efter at den mexicansk-amerikanske krig sluttede i 1848 forblev Grant i hæren og blev flyttet rundt til forskellige tjenestesteder i det vestlige USA. I 1854 blev Grant forfremmet til kaptajn, tjenestegørende på Fort Humboldt i Californien. Han havde dog ikke råd til at flytte sin familie vestpå og valgte i stedet at træde ud af hæren samme år.
De følgende 7 år blev vanskelige for Grant. Han forsøgte sig i mange brancher, men havde ikke succes i nogen af dem. Fra 1854-1858 drev han en gård nær St. Louis, Missouri, hvor han gjorde brug af slaver, som var ejet af hans svigerfar. I 1858-59 var han inkassator i St. Louis. Da han ikke fik succes med noget, bed han hovedet af al skam og bad sin far om et job. I 1860 blev han assistent i den læderforretning, som var ejet af hans far og drevet af hans yngre bror i Galena, Illinois. Grant & Perkins solgte seletøj, sadler og andre lædervarer og opkøbte huder fra landmændene i det velstående Galena-område.
Grants svigerfar var en prominent demokrat i St. Louis, men Grant selv var grundlæggende upolitisk. I 1856 stemte han på demokraten James Buchanan ved præsidentvalget for at undgå en opsplitning af Unionen, og fordi han kendte Frémont, den republikanske modkandidat. I 1860 foretrak han demokraten Stephen A. Douglas (en) men undlod at stemme. Ved valget i 1864 tillod han, at hans private breve blev brugt som støtte for Abraham Lincoln og dennes Unionsparti, som bestod af både republikanere og krigs-demokrater. Han afslog at vælge side, indtil han i 1868 endelig tilsluttede sig Republikanerne.

## Borgerkrigens første tre år
Kort tid efter at Den Amerikanske Borgerkrig var brudt ud med angrebet på Fort Sumter, bad præsident Lincoln om 75.000 frivillige. Grant hjalp til med at rekruttere et kompagni frivillige lokalt og fulgte det til Springfield, hovedstaden i Illinois. Her tilbød statens guvernør Richard Yates ham en post med at rekruttere og træne frivillige, en opgave som han løste effektivt. Grant pressede på for at få en kommando i felten, og i juni 1861 udnævnte guvernøren ham til oberst over det udisciplinerede og oprørske 21st Illinois Infantry.
Grant blev sendt til Missouri for at beskytte en jernbanestrækning. Missouri havde en sydstatsvenlig guvernør, Claiborne Jackson, som havde sørget for, at staten opretholdt en væbnet neutralitet i konflikten med trussel om at angribe en hvilken som helst styrke, som trængte ind i staten. I starten af august havde unionshæren fjernet Jackson med magt og bragt staten under Unionens kontrol.
I august 1861 blev Grant udnævnt til brigadegeneral i de frivillige styrker af præsident Lincoln, og i slutningen af måneden blev han af generalmajor John C. Frémont udpeget til øverstkommanderende i det vigtige sydøstlige Missouri-distrikt.

### Slagene ved Belmont, Fort Henry og Fort Donelson
Grants første betydningsfulde strategiske handling i krigen var at besætte byen Paducah ved Ohiofloden i Kentucky, så snart Sydstaterne krænkede staten Kentuckys neutralitet ved at besætte byen Columbus.
Han udkæmpede sit første slag i november 1861 mod styrker under brigadegeneral Gideon J. Pillow ved Belmont i Missouri, og slaget endte uafgjort. Tre måneder senere erobrede han med støtte fra Andrew H. Footes kanonbåde to vigtige sydstatsfæstninger: Fort Henry ved Tennesseefloden og Fort Donelson ved Cumberlandfloden.
Ved Fort Donelson blev hans hær udsat for et overraskelsesangreb, mens han midlertidigt var fraværende. Med den kølige beslutsomhed, som skulle kendetegne hans lederskab i senere slag, organiserede Grant modangreb, som førte til endelig sejr i slaget. De to øverste sydstatsgeneraler flygtede, og den tilbageblevne brigadegeneral Simon B. Buckner gav efter for Grants krav om betingelsesløs og øjeblikkelig overgivelse og overgav sig sammen med 12.000 soldater. Denne overgivelse gjorde straks Grant landskendt, og U.S. Grant blev kendt som Unconditional Surrender Grant. Denne sejr var den første større sejr for Unionen i krigen, og da den manglede generaler, som kunne kæmpe og vinde, forfremmede præsident Lincoln Grant til generalmajor i de frivillige styrker.
På trods af sine betydningsfulde sejre, eller nok nærmere på grund af dem, mistede Grant opbakningen fra sin overordnede, generalmajor Henry W. Halleck. Halleck kunne ikke lide folk, som drak, og da han mente, at Grant havde et alkoholproblem, nærede han på forhånd antipati mod ham. Efter at Grant havde besøgt Nashville i Tennesee, hvor han mødtes med Hallecks rival Don Carlos Buell, brugte Halleck besøget som en anledning til at fratage Grant kommandoen i felten den 2. marts. Efter personlig indgriben fra præsident Lincoln blev Halleck tvunget til at genindsætte Grant, og han var tilbage ved sin hær den 17. marts.

### Slaget ved Shiloh
Grants hær rykkede i april 1862 sydpå ad Tennesseefloden og gik i land ved Pittsburg Landing. Her blev den overrasket af en stor sydstatshær under generalerne Albert Sidney Johnston and P.G.T. Beauregard ved et lille bedehus, der hed Shiloh. Angrebets ramte nordstatshæren med fuld styrke, men Grant nægtede at trække sig tilbage. Med ubarmhjertig beslutsomhed stabiliserede han fronten, og selv om en hel division blev omringet og taget til fange, holdt fronten. I løbet af den efterfølgende nat ankom der store forstærkninger, og næste dag startede Grant et modangreb, som vendte slaget til en sejr for Unionen.
Grant var blevet overrasket, og det havde været et rodet slag. På den baggrund tog Halleck selv kommandoen over hæren og henviste Grant til at være næstkommanderende. I fortvivlelse besluttede Grant sig til at søge sin afsked, men blev talt fra det af sin underordnede og gode ven, William T. Sherman. Da Halleck blev forfremmet til øverstbefalende for Unionshæren, blev Grant igen øverstbefalende for Army of West Tennessee, der senere fik navnet Army of the Tennessee). I løbet efteråret udkæmpede han slagene ved Corinth og Iuka.

### Belejringen af Vicksburg
I et forsøg på at erobre den strategisk vigtige fæstning Vicksburg ved Mississippifloden brugte Grant vinteren 1862-63 på en række operationer, som skulle skaffe ham adgang til byen gennem områdets sumpe. Alle forsøg mislykkedes. På den anden side blev hans soldater hærdet af det hårde arbejde gennem vinteren, og det skulle blive en fordel i foråret 1863.
Grants strategi for at erobre Vicksburg i 1863 betragtes som en af de mest mesterlige i militærhistorien. Han sendte sine tropper ned langs den vestlige bred af Mississippifloden forbi Vicksburg. Her krydsede han floden ved hjælp af skibe fra flåden, som var sejlet forbi fæstningens kanoner og landede på fast grund. Herefter opgav han sine forbindelseslinjer og rykkede ind i landet – et vovestykke, som var i modstrid med konventionelle militære principper.
Grant flyttede sin hær hurtigt og gav ikke de forskellige sydstatsstyrker under John C. Pembertons kommando mulighed for at samle sig til et angreb imod ham. Grants hær rykkede mod øst og erobrede Mississippis hovedstad Jackson og afbrød jernbanelinjen til Vicksburg. Da han nu vidste, at Sydstaterne ikke længere kunne forstærke garnisonen i Vicksburg, vendte Grant igen sin hær mod vest og vandt slaget ved Champion Hill. Efter nogle yderligere træfninger trak Sydstaternes hær sig ind bag befæstningerne omkring Vicksburg, og Grant omringede straks byen og genoprettede sine forsyningslinjer.
Et hurtigt forsøg på at storme fæstningsværkerne overbeviste Grant om, at denne metode var nytteløs, og i stedet indledte han en belejring. Den kom til at vare i 6 uger, hvorefter Pemberton overgav sig med sin hær den 4. juli 1863. Det var et knusende nederlag for Sydstaterne, idet åbningen af Mississippi i hele dens længde for Unionens flodtrafik reelt delte Sydstaterne midt over. Da unionsstyrkerne samtidig vandt Slaget ved Gettysburg betragtes dette i almindelighed som krigens vendepunkt. For sejren ved Vicksburg blev Grant forfremmet til generalmajor i den regulære hær af præsident Lincoln med virkning fra den 4. juli.

### Slaget ved Chattanooga
I efteråret 1863 blev en unionshær under William S. Rosecrans slået ved Chickamauga og trak sig tilbage til Chattanooga i Tennessee. Her blev de indesluttet på tre sider af sydstatshæren under general Braxton Bragg. Chattanooga ligger ved Tennesseefloden dér, hvor bjergkæden Appalacherne, som strækker sig hele vejen ned langt USA’s østkyst, slutter. Bjergene kunne ikke gennemtrænges af større troppestyrker, og derfor havde byen stor strategisk betydning som port til Syden. Umiddelbart syd for floden ligger bjerget Lookout Mountain, og herfra kan man kontrollere trafikken på floden.
Den 17. oktober 1863 fik Grant kommandoen over alle de vestlige hære, herunder styrkerne i byen. Han tog straks til Chattanooga og konstaterede, at tropperne var demoraliserede og savnede forsyninger. Grant udskiftede straks Rosecrans med George H. Thomas. En ny forsyningsrute mod vest uden om Lookout Mountain blev skabt efter en træfning den 27. oktober, og snart strømmede forsyninger og tropper til byen. I slutningen af november var Grant klar til at gå i offensiven, og den 25. november udkæmpedes slaget om Chattanooga. Det blev en klar sejr for Unionen og åbnede vejen for erobringen af Atlanta det følgende år.
Grants vilje til at kæmpe og evne til at vinde, imponerede præsident Lincoln, som udnævnte ham til generalløjtnant i den regulære hær, en rang som ikke havde været tildelt andre end George Washington. Den 12. marts 1864 blev Grant udnævnt til øverstkommanderende for alle De Forenede Staters hære.

## Øverstkommanderende for Unionens hære

### Strategi for sejr
I marts 1864 udnævnte Grant generalmajor William T. Sherman til øverstkommanderende for de vestlige hære og flyttede sit eget hovedkvarter til Virginia hvor Nordstaternes østlige hovedstyrke – Potomachæren – stod overfor Sydstaternes Nordvirginiahær. Disse to hære havde kæmpet mod hinanden i næsten 3 år. Sydstatshæren var den mindste, men den blev ledet af Robert E. Lee, som var en fremragende taktiker, der havde slået en hel række af nordstatsgeneraler.
Grant så det som sit primære mål at ødelægge Nordvirginiahæren og dernæst at indtage Sydstaternes hovedstad Richmond. For at opnå dette mål var det hans strategi at sætte alle Sydstaternes hære under et konstant pres, så Syden ikke fik mulighed for at flytte rundt på styrkerne alt efter, hvor det aktuelt brændte mest på. Grant var den første, som forsøgte en sådan koordineret strategi, og var den første som forstod begrebet total krig, hvor det drejer sig om at ødelægge fjendens økonomiske infrastruktur, ligeså meget som det handler om at slå ham på slagmarken.

### Kampagnen i 1864-65
Den 4. maj 1864 begyndte Potomachæren at overskride Rapidanfloden på vej mod syd. I et vanskeligt område kaldet the Wilderness stødte man på Nordvirginiahæren og fra 5.-7. maj blev der udkæmpet et blodigt slag, hvor Unionen led de største tab. Tidligere havde Nordstatshæren altid trukket sig tilbage, når den led store tab, men denne gang beordrede Grant hæren til at fortsætte fremrykningen og omgå sydstatshærens flanke mod sydøst. Det var et klart signal, som styrkede troppernes moral betydeligt. For Grant handlede det ikke om at vinde eller tabe et enkelt slag. Det drejede sig om at udkæmpe slag efter slag og derigennem nedbryde sydstatshæren.
Kampene fortsatte i Slaget ved Spotsylvania Court House, Virginia, den 8. maj og 14 dage frem. Dernæst fulgte Slaget ved Cold Harbor den 3. juni. Her angreb Unionshæren en velforberedt stilling, og på 40 minutter blev 3-7.000 unionssoldater dræbt eller såret. Grant fortsatte med at rykke frem og omgå Lees flanke og overskred floden James. På den måde nåede Potomachæren frem til jernbaneknudepunktet Petersburg syd for Richmond før Virginiahæren, men generalen, som skulle indtage byen (William Smith), var alt for forsigtig, så byen forblev på Sydens hænder. Efter forgæves at have forsøgt at erobre byen i de følgende 3 dage, dukkede Sydens hovedstyrke op, og Grant blev nødt til at indlede en belejring af byen.
Midt på sommeren så det ud, som om krigen var gået i stå. Grant stod stille ved Petersburg og Sherman ved Atlanta. Det var ikke godt nyt for præsident Lincoln, som skulle genvælges. For at gøre tingene værre trængte en sydstatshær under generalløjtnant Jubal A. Early op gennem Shenandoah dalen og truede med at indtage Washington D.C.. Selv om Earlys hær var for svag til at kunne erobre byen, var det alligevel en pinlig sag for regeringen og gjorde Lincolns genvalg endnu mere usikkert. I begyndelsen af september begyndte Grants koordinerede strategi imidlertid at vise resultater. Først erobrede Sherman Atlanta. Dernæst trængte en hær under Philip Sheridan Jubal Earlys hær ud af Shenandoah dalen. På den måde blev det klart for befolkningen i nord, at krigen var ved at blive vundet, og Lincoln blev genvalgt med stort flertal ved præsidentvalget i november.
Senere i november satte Shermans tropper ild til rustningsindustrien i Atlanta med det resultat, at store dele af byen brændte ned. Herefter begyndte Shermans march mod havet til Savannah, hvorved Syden igen blev skåret over. Herfra fortsatte han mod nord i Carolina-kampagnen op gennem South Carolina og North Carolina. Undervejs blev alt, hvad der kunne være til gavn for Sydens krigsindsats, ødelagt. Samtidig ødelagde Sheridans tropper infrastrukturen i Shenandoah-dalen, så den ikke fremover kunne understøtte Syden.
I begyndelsen af april 1865 var presset mod sydstaternes hovedstad Richmond blevet så stort, at Lee var nødt til at opgive byen og forsøge et udbrud mod vest. Det lykkedes imidlertid for Grant at bremse udbruddet, og Lee overgav sig og sin hær til Grant i Appomattox Courthouse den 9. april 1865. Grant var storsindet over for den slagne hær, hvilket fjernede mange spændinger mellem parterne og var en god begyndelse på en fremtidig forsoning.
Få dage senere blev præsident Lincoln skudt i Washington, og Grant hjalp til med at bære kisten ved begravelsen. Lincoln havde været en trofast støtte for Grant, når kritikere ville have ham fjernet. ”Jeg kan ikke undvære denne mand. Han kæmper”, sagde Lincoln efter det blodige slag ved Shiloh, og det opsummerer meget fint essensen af Ulysses S. Grant.

## Efter krigen
I 1866 oprettede USA's Kongres en ny rang i hæren: General of the Army of the United States, hvilket svarer til nutidens 4-stjernede generaler. Præsident Andrew Johnson tildelte straks Grant denne rang.
Som øverstkommanderende for hæren havde Grant et vanskeligt forhold til præsident Johnson. Selv om han deltog i Johnsons valgkamp i 1866, lod han ikke til at understøtte Johnsons moderate politik overfor Syden. Johnson prøvede på at bruge Grant til at besejre de radikale republikanere ved at foreslå Grant som krigsminister i stedet for Edwin M. Stanton. Grant afslog posten, hvilket gav ham de radikale republikaneres støtte. I 1868 nominerede de ham som Republikanernes kandidat til præsidentposten, og han vandt med en betydelig margin. Da han vandt, var han den hidtil yngste præsident (46 år) og havde ingen politisk erfaring.

## Tiden som præsident
Grant var præsident i den sidste halvdel af genforeningsperioden, hvor sydstaterne blev ledt tilbage til Unionen. Han måtte se til, mens Demokraterne i Sydstaterne overtog kontrollen med den ene stat efter den anden. Han gik ind for amnesti til Sydstaternes ledere og beskyttelse af sortes civile rettigheder. Han gik ind for, at der blev stationeret tilstrækkeligt mange tropper i syden til at holde Ku Klux Klan nede og understøtte republikanske guvernører. Den 15. tilføjelse til forfatningen, der gav stemmeret til sorte, blev ratificeret i 1870. Grants tid i embedet var del af den bredere Rekonstruktionstid.

### Krisen i 1873
Den økonomiske krise i 1873 ramte landet hårdt, men Grant tog ingen skridt for at afbøde virkningerne. I 1874 nedlagde han veto mod en lov om at forøge pengemængden, hvilket dæmpede valutakrisen i Wall Street, men i øvrigt ikke havde nogen positiv effekt på økonomien. Lavkonjunkturen førte til, at Demokraterne vandt midtvejsvalget i 1874, og for første gang siden 1856 fik de flertal i Repræsentanternes Hus.

### Korruptionssager
I 1875 var Grants administration i vanskeligheder og trængt på alle andre punkter end det udenrigspolitiske. Med flertallet i Repræsentanternes Hus imod sig kunne Grant ikke gennemføre nye love. Repræsentanternes Hus afdækkede store korruptionssager i indenrigs-, krigs- og marineministerierne. Det diskrediterede justitsministeriet, fremtvang ambassadøren i Storbritanniens tilbagetræden og rejste alvorlige spørgsmål om James G. Blaines adfærd mens han var formand. Selv om Grant ikke selv var involveret i sine underordnedes korruptionssager, greb han ikke ind og reagerede end ikke, når deres skyld var bevist.
Når kritik blev hørt, angreb han kritikerne hårdt. Han var dårlig til at vælge underordnede, idet han foretrak kolleger fra krigen frem for nogen med politisk erfaring. Han lagde sig ud med partiets ledere ved at give mange embeder til venner og bidragydere frem for at understøtte partiets behov, og herved fik han ikke smedet de alliancer med USA's Kongres, som var nødvendige for at undgå, at skandaler kom ud af kontrol.

## Grants sidste år
Da Grants 2. præsidentperiode var udløbet i foråret 1877, brugte han to år på at rejse verden rundt sammen med sin kone. Undervejs besøgte han Irland, Skotland, England, Tyskland, Rusland, Egypten, Palæstina, Thailand, Burma og Japan. Grant var efterfølgende glad for at slippe med præsidentembedet. Han sagde, at han havde det som om han lige havde fået fri fra skole.
I 1879 annekterede Japan Ryukyu-øerne. Kina protesterede, og Grant blev bedt om at være voldgiftsmand. Han besluttede, at det japanske krav på øerne var det stærkeste og afgjorde sagen til Japans fordel.
I 1879 forsøgte en del af det republikanske parti at få nomineret Grant som partiets præsidentkandidat, men hans popularitet var dalende, og det blev i stedet James A. Garfield, som blev opstillet og valgt. Grant var blevet offer for en magtkamp mellem de to fløje i Det Republikanske Parti, hvor den ene med base i New York ville have "gamle" tilbage, det det jo gav gode "ben" til vennerne og den anden baseret i Midtvesten der var trætte af den korruption Grants tidligere styre havde medført!
I 1881 købte Grant et hus i New York og placerede det meste af sin formue i et investeringspartnerskab med Ferdinand Ward. Ward var imidlertid en svindler, som formøblede Grants og andre investorers penge, hvorefter han flygtede, da selskabet gik fallit i 1884. Det skete samtidig med, at Grant fik konstateret kræft i struben. Da Grant var blevet præsident, havde han givet afkald på sin pension som general, så både han og familien stod uden penge. Nu begyndte han at skrive artikler om sin indsats i borgerkrigen til bladet The Century Magazine, og de fik en fin modtagelse.
Mark Twain tilbød Grant en lukrativ kontrakt på hans erindringer, og Grant blev færdig med bogen blot nogle få dage, før han døde. Bogen solgtes i over 300.000 eksemplarer og indtjente 450.000 dollars til familien. Ulysses S. Grant døde kl. 8.06 om morgenen den 23. juli 1885 i en alder af 63 år i byen Mount McGregor i New York. Efterfølgende blev han og senere også hans kone gravsat i Nordamerikas største mausoleum i New York Citys Riverside Park.